# Acanthophis laevis
Espèce
Synonymes
- Acanthophis antarcticus laevis Macleay, 1878
- Acanthophis barnetti Hoser, 1998
- Acanthophis crotalusei Hoser, 1998
- Acanthophis yuwoni Hoser, 2002

Acanthophis laevis est une espèce de serpents de la famille des Elapidae.

## Répartition
Cette espèce se rencontre en Nouvelle-Guinée, aux Moluques, en Indonésie et en Papouasie-Nouvelle-Guinée.

## Publication originale
- Macleay, 1878 : The ophidians of the Chevert Expedition. Proceedings of the Linnean Society of New South Wales, vol. 2, p. 33-41 (texte intégral).